# Khalil Shakir
Khalil Shakir (Murrieta, 3 febbraio 2000) è un giocatore di football americano statunitense che milita nel ruolo di wide receiver per i Buffalo Bills della National Football League (NFL).

## Carriera

### Buffalo Bills
Shakir al college giocò a football alla Boise State University. Fu scelto nel corso del quinto giro (148º assoluto) nel Draft NFL 2022 dai Buffalo Bills. Segnò il suo primo touchdown nel corso del quinto turno contro i Pittsburgh Steelers nella vittoria per 38–3. La sua stagione da rookie si chiuse con 14 presenze, di cui 2 come titolare, totalizzando 10 ricezioni per 161 yard e una marcatura.
Nell'ottavo turno della stagione 2024 Shakir guidò la squadra con 9 ricezioni e 107 yard ricevute nella vittoria esterna sui Seattle Seahawks.
Il 25 febbraio 2025 Shakir firmò con i Bills un nuovo contratto quadriennale del valore di 60,2 milioni di dollari, inclusi 32 milioni garantiti.